# Pierre Guyaut-Genon
Pierre Guyaut-Genon ou Pierre Guyaut est un homme de radio et écrivain belge né à Uccle le 26 février 1952 

## Biographie
Homme de radio, il effectue une carrière de  présentateur et producteur à la RTBF, sur  Radio 21 puis Classic21,,, où il est un spécialiste des émissions rock tout en ayant été membre du Jeu des dictionnaires et de la Semaine infernale.
Parallèlement, il écrit romans policiers, romans et pièces de théâtre.